# Futebol nos Jogos Pan-Americanos de 2011 - Feminino
O torneio feminino de futebol nos Jogos Pan-Americanos de 2011 ocorreu entre 18 e 27 de outubro no Estádio Omnilife. Oito equipes participaram do evento.

## Medalhistas
|  | CAN Canadá |  | BRA Brasil |  | MEX México |
|  | Karina LeBlanc Kelly Parker Melanie Booth Vanessa Legault-Cordisco Robyn Gayle Kaylyn Kyle Rhian Wilkinson Diana Matheson Candace Chapman Christina Julien Desiree Scott Christine Sinclair Sophie Schmidt Lauren Sesselmann Shannon Woeller Diamond Simpson Brittany Timko Rachelle Beanlands |  | Bárbara Maurine Renata Costa Tânia Maranhão Daiane Rosana Francielle Formiga Daniele Beatriz Thaís Guedes Thaís Picarte Karen Rocha Renata Diniz Maycon Ketlen Debinha Grazielle |  | Aurora Santiago Kenti Robles Rubí Sandoval Jennifer Ruiz Valeria Miranda Mónica Vergara Stephany Mayor Guadalupe Worbis Maribel Domínguez Dinora Garza Monica Ocampo Erika Venegas Marilyn Díaz Liliana Mercado Luz del Rosario Saucedo Liliana Godoy Veronica Pérez Tanya Samarzich |

## Formato
As oito equipes foram divididas em dois grupos de quatro equipes. Cada equipe enfrentou as outras equipes do mesmo grupo, totalizando três jogos. As duas primeiras colocadas de cada grupo classificaram-se as semifinais, onde os vencedores disputaram a final e as perdedoras a medalha de bronze.

## Qualificação
| Competição                        | Data                                | Vagas | Qualificados                    |
| --------------------------------- | ----------------------------------- | ----- | ------------------------------- |
| Anfitrião                         | –                                   | 1     | México                          |
| Classificada automaticamente      | –                                   | 1     | Canadá                          |
| Copa Ouro Feminina de 2010        | 28 de outubro–8 de novembro de 2010 | 2     | Costa Rica Trinidad e Tobago    |
| Campeonato Sul-Americano Feminino | 4–21 de novembro de 2010            | 4     | Brasil Colômbia Chile Argentina |
| TOTAL                             |                                     | 8     | ——                              |

## Sede
| Guadalajara                         |
| ----------------------------------- |
| Estádio Omnilife Capacidade: 49 850 |
| Estádio Omnilife.                   |

## Primeira fase
Todas as partidas seguem o fuso horário local (UTC-6).

### Grupo A
| Seleção               | P | J | V | E | D | GP | GC | SG |
| --------------------- | - | - | - | - | - | -- | -- | -- |
| COL Colômbia          | 6 | 3 | 2 | 0 | 1 | 2  | 1  | +1 |
| MEX México            | 5 | 3 | 1 | 2 | 0 | 2  | 1  | +1 |
| CHI Chile             | 4 | 3 | 1 | 1 | 1 | 3  | 1  | +2 |
| TRI Trinidad e Tobago | 1 | 3 | 0 | 1 | 2 | 1  | 5  | -4 |

| 18 de outubro | Colômbia    | 1 – 0     | Trinidad e Tobago | Estádio Omnilife, Guadalajara |
| 14:00         | Andrade 18' | Relatório |                   | Árbitro: ARG Jessica Di Iorio |

| 18 de outubro | México | 0 – 0     | Chile | Estádio Omnilife, Guadalajara |
| 20:00         |        | Relatório |       | Árbitro: GUY Dianne Ferreiras |

| 20 de outubro | Chile | 0 – 1     | Colômbia  | Estádio Omnilife, Guadalajara |
| 13:00         |       | Relatório | Rincón 3' | Árbitro: MEX Lucila Venegas   |

| 20 de outubro | México              | 1 – 1     | Trinidad e Tobago | Estádio Omnilife, Guadalajara |
| 20:00         | Domínguez 42' (pen) | Relatório | Attin-Johnson 21' | Árbitro: CUB Irasema Aguilera |

| 22 de outubro | Trinidad e Tobago | 0 – 3     | Chile                               | Estádio Omnilife, Guadalajara |
| 10:00         |                   | Relatório | Lara 18' · Mardones 40' · Rojas 65' | Árbitro: ARG Jessica Di Iorio |

| 22 de outubro | México   | 1 – 0     | Colômbia | Estádio Omnilife, Guadalajara |
| 17:00         | Pérez 2' | Relatório |          | Árbitro: ESA Yesli Rivas      |

### Grupo B
| Seleção        | P | J | V | E | D | GP | GC | SG |
| -------------- | - | - | - | - | - | -- | -- | -- |
| BRA Brasil[a]  | 7 | 3 | 2 | 1 | 0 | 4  | 1  | +3 |
| CAN Canadá[a]  | 7 | 3 | 2 | 1 | 0 | 4  | 1  | +3 |
| CRC Costa Rica | 1 | 3 | 0 | 1 | 2 | 5  | 8  | -3 |
| ARG Argentina  | 1 | 3 | 0 | 1 | 2 | 3  | 6  | -3 |

a. ^ O Brasil ficou com o primeiro lugar do grupo após sorteio, já que as equipes empataram em todos os critérios de desempate
| 18 de outubro | Canadá                                      | 3 – 1     | Costa Rica     | Estádio Omnilife, Guadalajara |
| 11:00         | Julien 30' · Sinclair 51' · Pietrangelo 82' | Relatório | Cruz 28' (pen) | Árbitro: TRI Shane de Silva   |

| 18 de outubro | Argentina | 0 – 2     | Brasil                                 | Estádio Omnilife, Guadalajara |
| 17:00         |           | Relatório | Thaís Guedes 27' · Daniele Batista 37' | Árbitro: MEX Lucila Venegas   |

| 20 de outubro | Canadá     | 1 – 0     | Argentina | Estádio Omnilife, Guadalajara |
| 10:00         | Julien 48' | Relatório |           | Árbitro: ESA Yesli Rivas      |

| 20 de outubro | Brasil                        | 2 – 1     | Costa Rica | Estádio Omnilife, Guadalajara |
| 17:00         | Débora 60' · Thaís Guedes 62' | Relatório | Cruz 90+5' | Árbitro: GUY Dianne Ferreiras |

| 22 de outubro | Costa Rica                                | 3 – 3     | Argentina                                    | Estádio Omnilife, Guadalajara |
| 13:00         | Acosta 57' · Rodríguez 76' · Alvarado 81' | Relatório | Pereyra 5' · Vallejos 8' · Ugalde 17' (g.c.) | Árbitro: TRI Shane de Silva   |

| 22 de outubro | Brasil | 0 – 0     | Canadá | Estádio Omnilife, Guadalajara |
| 20:00         |        | Relatório |        | Árbitro: CUB Irasema Aguilera |

## Fase final
|  | Semifinais            | Semifinais            |       |                       | Medalha de ouro       | Medalha de ouro |  |
|  |                       |                       |       |                       |                       |                 |  |
|  | 25 de outubro – 17:00 |                       |       |                       |                       |                 |  |
|  | BRA Brasil            | 1                     |       |                       |                       |                 |  |
|  | MEX México            | 0                     |       |                       |                       |                 |  |
|  |                       |                       |       |                       |                       |                 |  |
|  |                       |                       |       |                       | 27 de outubro – 17:00 |                 |  |
|  |                       |                       |       |                       | BRA Brasil            | 1 (3)           |  |
|  |                       | CAN Canadá (pen)      | 1 (4) |                       |                       |                 |  |
|  |                       |                       |       |                       |                       |                 |  |
|  |                       |                       |       |                       |                       |                 |  |
|  |                       |                       |       |                       | Medalha de bronze     |                 |  |
|  | 25 de outubro – 20:00 | 25 de outubro – 20:00 |       | 27 de outubro – 14:00 | 27 de outubro – 14:00 |                 |  |
|  | COL Colômbia          | 1                     |       | MEX México (pro)      | 1                     |                 |  |
|  | CAN Canadá            | 2                     |       |                       | COL Colômbia          | 0               |  |

### Semifinais
| 25 de outubro | Brasil      | 1 – 0     | México | Estádio Omnilife, Guadalajara |
| 17:00         | Maurine 79' | Relatório |        | Árbitro: CUB Irasema Aguilera |

| 25 de outubro | Colômbia | 1 – 2     | Canadá               | Estádio Omnilife, Guadalajara |
| 20:00         | Usme 83' | Relatório | Kyle 48' · Gayle 88' | Árbitro: ARG Jessica Di Iorio |

### Disputa pelo bronze
| 27 de outubro | México    | 1 – 0 (pro) | Colômbia | Estádio Omnilife, Guadalajara |
| 14:00         | Ruiz 100' | Relatório   |          | Árbitro: ESA Yesli Rivas      |

### Final
| 27 de outubro | Brasil    | 1 – 1 (pro) | Canadá       | Estádio Omnilife, Guadalajara |
| 17:00         | Débora 4' | Relatório   | Sinclair 87' | Árbitro: GUY Dianne Ferreiras |

|                                            |       | Penalidades                             |  |
| Francielle Maurine Grazielle Ketlen Débora | 3 – 4 | Matheson Sinclair Booth Schmidt Chapman |  |

## Premiação
| Campeão Pan-Americano de 2011 |
| ----------------------------- |
| Canadá (1º título)            |

## Classificação final
| Pos.              | Equipe                | Campanha | Campanha | Campanha | Campanha | Campanha | Campanha |
| Pos.              | Equipe                | V        | E        | D        | GP       | GC       | SG       |
| ----------------- | --------------------- | -------- | -------- | -------- | -------- | -------- | -------- |
| Medalha de ouro   | CAN Canadá            | 3        | 2        | 0        | 7        | 3        | +4       |
| Medalha de prata  | BRA Brasil            | 3        | 2        | 0        | 6        | 2        | +4       |
| Medalha de bronze | MEX México            | 2        | 2        | 1        | 3        | 2        | +1       |
| 4                 | COL Colômbia          | 2        | 0        | 3        | 3        | 4        | -1       |
| 5                 | CHI Chile             | 1        | 1        | 1        | 3        | 1        | +2       |
| 6                 | CRC Costa Rica        | 0        | 1        | 2        | 5        | 8        | -3       |
| 7                 | ARG Argentina         | 0        | 1        | 2        | 3        | 6        | -3       |
| 8                 | TRI Trinidad e Tobago | 0        | 1        | 2        | 1        | 5        | -4       |

## Artilharia
| 2 gols (5) - BRA Débora de Oliveira - BRA Thaís Guedes - CAN Christina Julien - CAN Christine Sinclair - CRC Shirley Cruz 1 gol (20) - ARG Mercedes Pereyra - ARG Fabiana Vallejos - BRA Daniele Batista - BRA Maurine Gonçalves | 1 gol (continuação) - CAN Amelia Pietrangelo - CAN Kaylyn Kyle - CAN Robyn Gayle - CHI Francisca Lara - CHI María Mardones - CHI María Rojas - CRC Katherine Alvarado - CRC Raquel Rodríguez - CRC Wendy Acosta - COL Lady Andrade | 1 gol (continuação) - COL María Usme - COL Yoreli Rincón - MEX Jennifer Ruiz - MEX Maribel Domínguez - MEX Veronica Pérez - TRI Maylee Attin-Johnson Gols contra (1) - CRC Marianne Ugalde (para a Argentina) |